# Микульчина, Анастасия Александровна
Анастаси́я Алекса́ндровна Мику́льчина (род. 4 августа 1983, г. Бендеры, Молдавская ССР, СССР) — российская актриса театра и кино, поэтесса.

## Биография
Родилась 4 августа 1983 года в городе Бендеры, Молдавской ССР. 
Отец — Александр Иванович Микульчин, инженер-технолог. Мать — Ольга Вениаминовна Микульчина, педагог, психолог. У Анастасии есть два старших брата — Ростислав и Иван, оба учились в Институте МВД в России. 
После окончания Бендерского теоретического лицея вместе с семьёй переехала в Санкт-Петербург.
Отучилась один год на факультете «Журналистика и связи с общественностью» Санкт-Петербургского института внешнеэкономических связей, экономики и права, после чего поступила в Санкт-Петербургскую государственную академию театрального искусства (СПбГАТИ), которую окончила в 2006 году.
В том же году познакомилась с режиссёром Виктором Мережко, который, после отбора из числа более чем семидесяти претенденток, пригласил её на главную роль в его новом телесериале «Сонька — Золотая ручка» (2007). Сериал рассказывает о жизни легендарной российской аферистки и мошенницы конца XIX века Софье Блювштейн. В 2010 году вышло продолжение сериала — «Сонька. Продолжение легенды», где в главной роли также снялась Анастасия Микульчина.
В 2007 году Анастасия приняла участие в телешоу канала «Россия» «Танцы на льду. Бархатный сезон» в паре с российским фигуристом Аркадием Сергеевым, серебряным призёром чемпионата мира по фигурному катанию среди юниоров 2006 года.
В 2012 году сыграла главную роль в художественном фильме режиссёра Бахтиёра Худойназарова «В ожидании моря», являвшемся фильмом открытия VII Международного кинофестиваля в Риме в 2012 году, однако ставшем, по версии журнала «Форбс» («Forbes»), одним из самых провальных фильмов 2013 года.

## Творчество

### Фильмография
| Год  |   | Название                                                                        | Роль |
| ---- | - | ------------------------------------------------------------------------------- | --- |
| 2004 | с | Новые приключения Ниро Вульфа и Арчи Гудвина (фильм № 2 «Последняя воля Марко») | Лола Цветкова, секретарь генерала Белича |
| 2006 | ф | Вдох-выдох                                                                      | девушка Михаила (в юности) |
| 2006 | ф | Ленинградец                                                                     | эпизод |
| 2006 | с | Сонька — Золотая ручка                                                          | Софья Блювштейн (Сонька по прозвищу «Золотая ручка»), мошенница                                                                             |
| 2007 | ф | Белая ночь, нежная ночь                                                         | Катя, продавщица |
| 2007 | ф | Грех                                                                            | Вика, бывшая невеста Виктора Завьялова |
| 2008 | с | Литейный, 4 (1-й сезон, серия № 23 «Проходная пешка»)                           | Вера |
| 2008 | ф | Запрет на любовь                                                                | Катя Солнцева |
| 2008 | ф | Мальчики-девочки                                                                | Вера Шаликова, жена Дмитрия Голышева |
| 2008 | ф | Родительский день                                                               | Вера Громова |
| 2009 | ф | Её сердце                                                                       | Вика |
| 2010 | с | Сонька. Продолжение легенды                                                     | Софья Блювштейн (Сонька по прозвищу «Золотая ручка»), мошенница                                                                             |
| 2012 | с | Красавица                                                                       | Анна Королёва |
| 2012 | с | Береговая охрана                                                                | Ольга Левитина |
| 2012 | ф | В ожидании моря / Waiting For The Sea                                           | Тамара / Дарья |
| 2013 | с | Гетеры майора Соколова                                                          | Тайка («Артистка») |
| 2014 | с | Взрыв из прошлого                                                               | Римма Липатова |
| 2014 | с | Береговая охрана 2                                                              | Ольга Левитина |
| 2014 | с | Сердце Ангела                                                                   | Светлана Багрицкая, племянница Арсеньева |
| 2014 | с | Григорий Р.                                                                     | Ольга Ланская, княгиня |
| 2015 | ф | А зори здесь тихие…                                                             | Рита Осянина, младший сержант Красной армии, командир отделения                                                                             |
| 2016 | с | Казаки                                                                          | Елена |
| 2017 | с | Серебряный бор                                                                  | Алина |
| 2017 | ф | Волшебники                                                                      | журналист |
| 2018 | с | Тот, кто читает мысли (Менталист)                                               | Екатерина Васильевна Филатова, майор, следователь, начальник особого следственного отдела по расследованию убийств при министерстве юстиции |
| 2018 | с | Хор                                                                             | Лариса |
| 2018 | ф | Три желания                                                                     | главная героиня |
| 2019 | с | Холодные берега                                                                 | Мария Владимировна Воронцова, Надежда Стародубцева \ Екатерина Васильева                                                                    |
| 2021 | с | Медиатор                                                                        | Ольга Васильевна Третьякова |
| 2021 | с | Алиби                                                                           | Юлия Вадимовна Леденёва |
| 2021 | с | Миссия «Аметист»                                                                | Илона Тротто |
| 2021 | с | Серебряный волк                                                                 | Анна Щеглова |
| 2022 | с | Номинация                                                                       | Яна, агент Веры |

### Роли в театре

#### «Петербургское театральное объединение» (ПТО)
- 2005 — спектакль «Железяка» (по мотивам пьесы Ольги Мухиной «Ю»[9]; режиссёр — Иван Осипов[10]; гран-при Международного театрального фестиваля «Faun-2005» (Чехия)[2][11]) — девушка

### Книги
- 2018 — «Как дойти до солнца», первый поэтический сборник актрисы Анастасии Микульчиной (160 страниц)[12].